# Maud von Rosen
Maud von Rosen (n. 24 decembrie 1925, Stockholm, Suedia) este o sportivă ce a reprezentat Suedia, medaliată olimpică. A participat la o ediție a Jocurilor Olimpice (1972) în care a câștigat o medalie de bronz.